# カイソーン・ポムウィハーン郡
カイソーン・ポムウィハーン郡（カイソーン・ポムウィハーンぐん、ເມືອງໄກສອນ ພົມວິຫານ）通称サワンナケート（サバナケットとも、ສະຫວັນນະເຂດ）はラオス中南部のメコン川沿いに位置する、サワンナケート県の県都。2005年12月13日にラオス人民民主共和国初代首相カイソーン・ポムウィハーンの誕生85周年を記念し、旧称カンタブーリー郡（ເມືອງຄັນທະບູລີ）から改称された。人口は首都ヴィエンチャンに次いで国内で2番目に多い。
ラオ人の他に、タイ人、ベトナム人、中国系、少数民族などが住んでいる。

## 交通
- サワンナケート空港
- メコン川対岸の街であるタイのムックダーハーンとは交易が盛んで、第2タイ＝ラオス友好橋を通って行き来できる。

### バス
- 国際
  - タイのムックダーハーンやベトナムのハノイ、フエへ向かう国際便がある。
- 国内
  - 首都のヴィエンチャン、ターケーク、パークセーなどに向かう便がある。